# Los Angeles Philharmonic

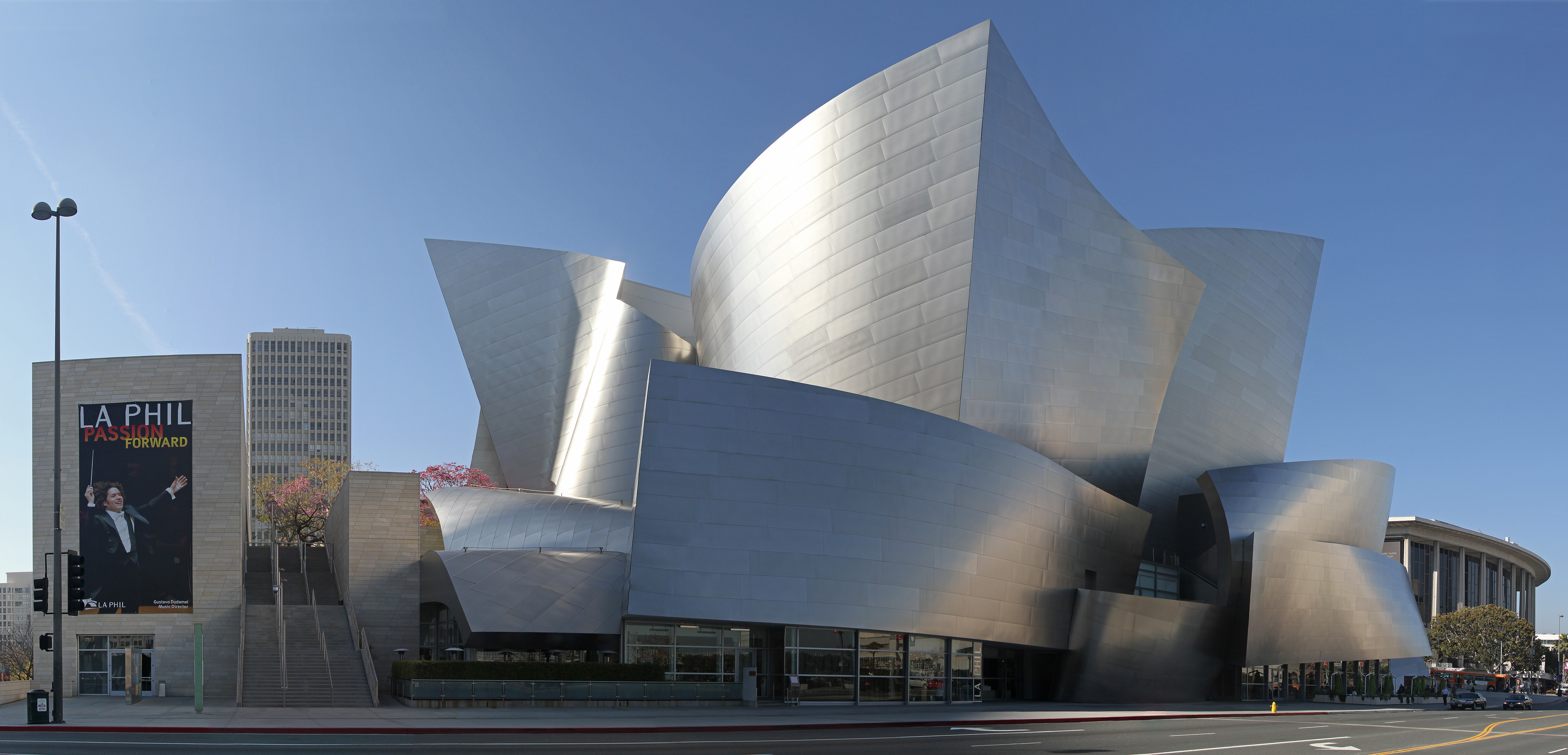
Walt Disney Concert Hall, Heimstatt des Los Angeles Philharmonic

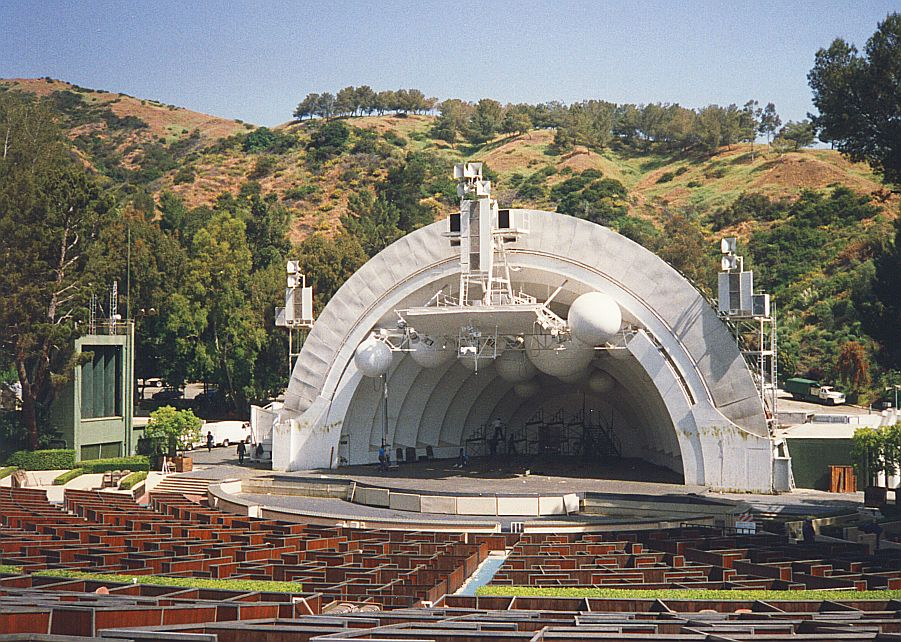
Hollywood Bowl

Das Los Angeles Philharmonic (kurz LA Phil) ist ein amerikanisches Sinfonieorchester mit Sitz in Los Angeles, Kalifornien.
Es wurde 1919 von William Andrews Clark Jr. mit Walter Henry Rothwell an der Spitze als erstem Dirigenten gegründet. Er gab sein erstes Konzert bereits elf Tage nach der ersten Generalprobe 1919.
Von 1964 bis 2003 trat das Orchester im Dorothy Chandler Pavilion im Los Angeles Music Center auf. 2003 zog es in die Walt Disney Concert Hall, ein Werk des Architekten Frank Gehry. Während der Sommersaison spielt das Orchester im Hollywood Bowl, einem natürlichen Amphitheater. Im Jahr 1969 übernahm der deutsch-amerikanische Impresario Ernest Fleischmann für fast 30 Jahre den Posten des Geschäftsführers des Los Angeles Philharmonic, das er in diesem Zeitraum zu einem internationalen Spitzenorchester ausbaute. Seit 2009 ist Gustavo Dudamel Chefdirigent; sein Vertrag läuft bis 2026.
Seit seiner Gründung im Jahre 1919 tritt das Orchester mindestens einmal im Jahr in der Schwesterstadt Santa Barbara auf.
Am 2. September 2021 wurde ein Asteroiden nach dem Orchester benannt: (428259) Laphil.

## Dirigenten
- Gustavo Dudamel (seit 2009, Vertrag bis 2026)
- Esa-Pekka Salonen (1992–2009)
- André Previn (1985–1989)
- Carlo Maria Giulini (1978–1984)
- Zubin Mehta (1962–1978)
- Eduard van Beinum (1956–1959)
- Alfred Wallenstein (1943–1956)
- Otto Klemperer (1933–1939)
- Artur Rodziński (1929–1933)
- Georg Schnéevoigt (1927–1929)
- Walter Henry Rothwell (1919–1927)

## Auszeichnungen
- 2022 Grammy in der Kategorie Beste Chordarbietung für Mahler: Symphony No. 8, ‘Symphony of a Thousand’ von Leah Crocetto, Mihoko Fujimura, Ryan McKinny, Erin Morley, Tamara Mumford, Simon O’Neill, Morris Robinson, Tamara Wilson und dem Los Angeles Children’s Chorus unter Leitung von Fernando Malvar-Ruiz, dem Los Angeles Master Chorale unter Leitung von Grant Gershon, dem National Children’s Chorus unter Leitung von Luke McEndarfer, dem Pacific Chorale unter Leitung von Robert Istad und dem Los Angeles Philharmonic unter Leitung von Gustavo Dudamel